# Kaemszehem
Kaemszehem (k3-m-sḫm; „A ka által erős”) ókori egyiptomi herceg volt, valószínűleg Kawab herceg és II. Hotepheresz fia. Hufu uralkodása alatt született.
Sírja a gízai G 7660 masztabasír. A sírkápolnát díszítették, de a dekoráció károsodott. Egy jeleneten Kaemszehemet áldozati asztal előtt ülve ábrázolták, egy másik falon töredékesen maradt fenn az állatok levágását ábrázoló jelenet. Egy harmadik jelenetben Kaemszehem felesége, Ka'aper társaságában látható. Kaemszehem párducbőrt visel és botot tart kezében, felesége átkarolja a vállát. Kaemszehem előtt egy Minhaf nevű kisfiú áll, aki apja botját fogja. A jelenettől balra öt regiszterben kisebb alakok állnak, köztük szolgák, akik madarakat és egyéb dolgokat hoznak, valamint írnokok. Az északi falon hatalmas hajó látható, alatta zsákokat, ládákat és más tárgyakat vivő nők. További jelenetekben egy bika levágása látható. A déli falon kevés maradt meg a díszítésből, de az ajtó mellett látszik Kaemszehem és Ka'aper alakja. A homlokzat egyik jelenetén Kaemszehem bottal a kezében áll, és valószínűleg itt is egy fia fogta a botot, az ő alakja már nincs meg, de az fennmaradt, hogy Rawer volt a neve.
A G 7660A akna volt Ka'aperé, ebben nem alakítottak ki mélyedést a kanópuszedények számára és az eredeti temetkezési kellékeknek sem találták semmi nyomát. A G 7660B akna volt Kaemszehemé, ez két kamrából állt. A másodikban, a sírkamrában még mindig megvolt Kaemszehem gránitszarkofágja, mely ma a kairói Egyiptomi Múzeumban van.
Később, de még az óbirodalom idején számos kisebb masztabát építettek a G 7660 közelébe. Északon egy kisebb masztaba, a G 7652 csatlakozik hozzá, keletre pedig a G 7662 és a G 7663. EZek az V. vagy a VI. dinasztia idején épültek. A ptolemaida korban további építményeket építettek a sírokra, és számos aknát vájtak temetkezésekhez.

## Fordítás
- Ez a szócikk részben vagy egészben  a   Kaemsekhem című angol Wikipédia-szócikk ezen változatának fordításán alapul.  Az eredeti cikk szerkesztőit annak laptörténete sorolja fel. Ez a jelzés csupán a megfogalmazás eredetét és a szerzői jogokat jelzi, nem szolgál a cikkben szereplő információk forrásmegjelöléseként.